# Schwarzfleck-Tüpfelkuskus
Der Schwarzfleck-Tüpfelkuskus (Spilocuscus rufoniger) ist ein Beuteltier aus der Familie der Kletterbeutler (Phalangeridae), das im Norden Neuguineas von der Vogelkop-Halbinsel bis zur Huon-Halbinsel und auf der Insel Yapen vorkommt. Wenige Nachweise der Art gibt es auch aus dem Süden von Neuguinea, aus dem Stromgebiet des Lorentz und aus dem Quellgebiet des Fly.

## Merkmale
Der Schwarzfleck-Tüpfelkuskus erreicht eine Kopf-Rumpf-Länge von 58 bis 69 cm, hat einen 45 bis 65 cm langen Greifschwanz, und er erreicht ein Gewicht von 5,5 bis 6,6 kg. Er ist damit der größte Kletterbeutler von Neuguinea. Männchen des Schwarzfleck-Tüpfelkuskus haben eine cremeweiße Bauchfärbung und eine gleiche Grundfärbung auf dem Rücken. Der hintere Rücken und die Oberschenkel sind mit schwarzen oder tief dunkelroten Flecken gemustert. Beim vorderen Rückenbereich, im Nacken, auf den Schultern und den Oberarmen sind diese Flecken rötlich- bis golden-orange. Kopf, Hände und Füße sind einfarbig rötlich- bis golden-orange gefärbt. Der Schwanz ist golden-orange bis weißlich. Weibchen sind ähnlich gefärbt, nur dass bei ihnen die Färbung flächig ausgeprägt ist, so dass sie im hinteren Rückenbereich einen dunklen Sattelfleck zeigen. Jungtiere sind einförmig rotbraun gefärbt. Der Schädel des Schwarzfleck-Tüpfelkuskus ist relativ groß (Condylobasallänge 107–125 mm) und die Molaren sind massiv und nur wenig gezackt. Die Ohren sind kurz und stehen nur leicht aus dem Fell hervor.

## Lebensraum

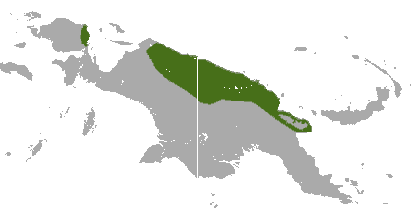
Das Verbreitungsgebiet des Schwarzfleck-Tüpfelkuskus

Der Schwarzfleck-Tüpfelkuskus kommt in unberührten Primärregenwäldern vom Meeresniveau bis in Höhen von 1200 Metern vor. Im gesamten Verbreitungsgebiet ist er nicht häufig.

## Lebensweise
Der Schwarzfleck-Tüpfelkuskus ist nacht- und tagaktiv. Die Tiere schlafen in Astgabeln hoch in den Bäumen. Sie ernähren sich wie andere Tüpfelkuskus von Blättern und Früchten, darunter die Eicheln von Südeichen (Lithocarpus). Weiteres zur Ernährung ist nicht bekannt. Ein Weibchen bekommt ein einzelnes Jungtier. Zu den bekannten Fressfeinden des Schwarzfleck-Tüpfelkuskus gehören große Pythons.

## Gefährdung
In den letzten 15 Jahren ist der Bestand des Schwarzfleck-Tüpfelkuskus um 80 % zurückgegangen. In Teilen seines ehemaligen Verbreitungsgebietes, beispielsweise auf der Vogelkop- und der Huon-Halbinsel, ist die Art eventuell gänzlich verschwunden. Hauptgrund für den Niedergang des Bestandes ist das Abholzen des Regenwaldes, etwa um Holz zu gewinnen oder Ölpalmplantagen anzulegen. Nach Einschätzung der IUCN ist die Art vom Aussterben bedroht (Critically Endangered).

## Belege
1. 1 2 3 4  Kristofer Helgen & Stephen Jackson: Family Phalangeridae (Cuscuses, Brush-tailed Possums and Scaly-tailed Possum). Seite 495 in Don E. Wilson, Russell A. Mittermeier: Handbook of the Mammals of the World – Volume 5. Monotremes and Marsupials. Lynx Editions, 2015, ISBN 978-84-96553-99-6
2. ↑  Spilocuscus rufoniger in der Roten Liste gefährdeter Arten der IUCN 2016. Eingestellt von: Leary, T., Singadan, R., Menzies, J., Helgen, K., Allison, A., James, R., Flannery, T., Aplin, K., Dickman, C. & Salas, L., 2015. Abgerufen am 11. März 2018.